# 安德烈亞·多里亞級驅逐艦
安德烈亞·多里亞級驅逐艦（義大利語：Cacciatorpediniere Lanciamissili classe Andrea Doria），是法國、義大利聯合設計生產的防空地平線級驅逐艦的義大利版，義大利最初計劃建造6艘，由於預算刪減只先訂購首批2艘，原計畫在2007年訂購第二批2艘但無下文。驱逐舰得名于文艺复兴时期的热那亚海军上将安德烈亚·多里亚。

## 歷史沿革

### 服役
義大利海軍原計劃建造6艘安德烈亞·多里亞級取代1970年代初期服役的兩艘膽敢級驅逐艦，但礙於預算刪減首批只建造2艘，由芬坎蒂尼集團的特里戈索·里奧造船廠建造，原計畫在2007年由國家基金支付訂購第二批2艘。首艦原命名為卡羅·伯加米尼號（Carlo Bergamini，後成為卡洛·伯伽米尼級巡防艦首艦艦名），安德烈亞·多里亞號原為加富爾號航空母艦艦名，安德烈亞·多里亞級主要用於加富爾號航空母艦的防空護衛。

## 設計

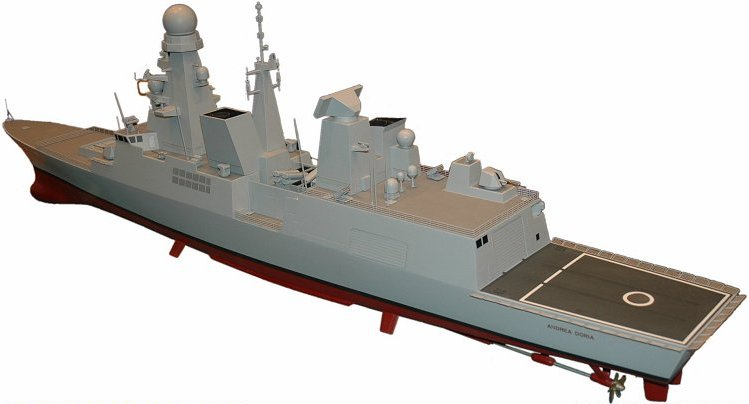
安德烈亞·多里亞級模型

## 同型艦
| 舷號 | 艦名                                 | 開工          | 下水           | 服役           |
| ---- | ------------------------------------ | ------------- | -------------- | -------------- |
| D553 | 安德烈亞·多里亞號驅逐艦 Andrea Doria | 2002年7月19日 | 2005年10月15日 | 2007年12月22日 |
| D554 | 卡約·杜伊利奧號驅逐艦 Caio Duilio    | 2003年9月     | 2007年10月23日 | 2009年4月3日   |

### 相關
- 義大利軍事
- 義大利海軍
- 地平線級驅逐艦
  - 佛賓級驅逐艦 法國

### 歐洲匿蹤驅逐艦
- 45型驅逐艦 英国

## 資料來源
1. ↑  Stephen Saunders (编). . . 2009: 394. ISBN 978-0710628886.
2. ↑  Eric Wertheim（英语：Eric Wertheim）. . Naval Institute Press（英语：United States Naval Institute）. 2013: 329–330. ISBN 978-1591149545.
3. ↑  . mdc.   [2019年6月12日]. （原始内容存档于2019年5月5日） （中文）.

## 外部連結
- イタリア海軍、Programma Orizzonte （页面存档备份，存于）
  - 2005年10月14日、アンドレア・ドーリア進水に伴うイタリア海軍の記事 （页面存档备份，存于）